# Eurysquillidae
Eurysquillidae (лат.) — семейство раков-богомолов (Stomatopoda) из надсемейства Eurysquilloidea подотряда Unipeltata. Включает около 30 видов.

## Описание
Корнеа (роговица) с двумя или шестью рядами гексагональных среднеполосных омматидиев. Максиллипеды MXP3—4 с яйцевидными проподиями, не ребристые вентрально. Тело сплющенное, слабо сочлененное или компактное. Рапторный коготь с терминальным ишиомеральным сочленением; дактилус с 4 или более зубцами, базально не вздутый; проподус с 3 проксимальными подвижными шипами. Тельсон с отчетливым срединным килем; субмедиальные зубцы с подвижными вершинами; максимум с 2 интермедиалными зубцами, крайние выходят вентрально. Уроподальный протопод с двумя первичными шипами; сочленение сегментов экзопода терминальное.

## Классификация
Включает 8 родов и около 30 видов.
Семейство раков-богомолов Eurysquillidae Ранее помещалось в надсемейство Gonodactyloidea, но впоследствии было признано, что эврисквиллиды ближе к семействам Squilloidea, и поэтому Eurysquillidae было помещено в собственное надсемейство, Eurysquilloidea. Семейство было впервые описано в 1977 году американским карцинологом Раймондом Мэннингом (1934—2000).
- Ankersquilla Ahyong, Porter & Caldwell, 2020[7]
  - Ankersquilla pardus Ahyong, Porter & Caldwell, 2020
- Coronidopsis Hansen, 1926
  - Coronidopsis bicuspis Hansen, 1926
  - Coronidopsis serenei Moosa, 1973
- Eurysquilla Manning, 1963a
  - Eurysquilla chacei Manning, 1969
  - Eurysquilla crosnieri Moosa, 1991
  - Eurysquilla foresti Moosa, 1986
  - Eurysquilla galatheae Manning, 1977
  - Eurysquilla holthuisi Manning, 1969
  - Eurysquilla leloeuffi Manning, 1977
  - Eurysquilla maiaguesensis (Bigelow, 1901)
  - Eurysquilla pacifica Manning, 1975
  - Eurysquilla plumata (Bigelow, 1901)
  - Eurysquilla pumae Hendrickx & Salgado-Barragán, 1987
  - Eurysquilla sewelli (Chopra, 1939)
  - Eurysquilla solari Manning, 1970
  - Eurysquilla veleronis (Schmitt, 1940)
- Eurysquilloides Manning, 1963a
  - Eurysquilloides sibogae (Hansen, 1926)
- Liusquilla Ahyong & Lin, 2020[8]
  - Liusquilla taiwanica Ahyong & Lin, 2020
- Manningia Serène, 1962
  - Manningia amabilis Holthuis, 1967
  - Manningia andamanensis Ghosh, 1975
  - Manningia arabica Manning, 1990
  - Manningia australiensis Manning, 1970
  - Manningia misool Ahyong, 1997
  - Manningia notialis Manning, 1966
  - Manningia pilaensis (de Man, 1888)
  - Manningia posteli Manning, 1977
  - Manningia raymondi Bruce, 1986
  - Manningia wilsoni Ahyong, 2001
  - Manningia zehntneri Manning, 1974
- Raysquilla Ahyong, 2000
  - Raysquilla manningi Ahyong, 2000
- Sinosquilla Liu & Wang, 1978
  - Sinosquilla hispida Liu & Wang, 1978
  - Sinosquilla sinica Liu & Wang, 1978